# Hiroki Yuhara
Hiroki Yuhara (jap. 湯原祐希 Yuhara Hiroki; ur. 21 stycznia 1984 w Chibie, zm. 28 września 2020 w Fuchū) – japoński rugbysta grający na pozycji młynarza, reprezentant kraju, uczestnik Pucharów Świata w 2011 i 2015, triumfator Top League i Asian Five Nations, następnie trener.
Studiował i grał w rugby na Ryutsu Keizai University. W 2006 roku związał się z klubem Toshiba Brave Lupus, w którym występował do roku 2018. W tym czasie zespół triumfował w rozgrywkach Top League w sezonach 2007/08 i 2008/09, zaś sam Yuhara setny występ w jego barwach zaliczył na początku 2017 roku.
Otrzymywał powołania do juniorskich reprezentacji kraju – z kadrą U-19 wystąpił w Mistrzostwach Świata 2003, w roku 2006 grał natomiast w kadrze U-23.
W latach 2010–2015 rozegrał dwadzieścia dwa testmecze dla japońskiej reprezentacji zdobywając trzy przyłożenia. Występował w Asian Five Nations/Asia Rugby Championship oraz Pucharze Narodów Pacyfiku, znalazł się w trzydziestce na Puchar Świata 2011, podczas którego zaliczył jeden występ, w składzie znalazł się również cztery lata później, jednak tym razem nie pojawił się na boisku.
W 2019 roku został asystentem trenera w Toshiba Brave Lupus, w podobnej roli był zatrudniony również na kolejny sezon.
Pod koniec września 2020 roku upadł podczas treningu w klubie, przewieziony do szpitala zmarł.